# Anacamptis feinbruniae
Anacamptis feinbruniae là một loài thực vật có hoa trong họ Lan. Loài này được (H.Baumann & Dafni) H.Kretzschmar, Eccarius & H.Dietr. mô tả khoa học đầu tiên năm 2007.